# ريك روبي
ريك روبي (بالإنجليزية: Rick Robey)‏ مواليد 30 يناير 1956 في كورال غيبلز، هو لاعب كرة سلة محترف أمريكي معتزل بدأ مسيرته الاحترافية في سنة 1978 حيث تم اختياره من قبل فريق إنديانا بايسرز خلال الدرافت، وحمل الرقم 53 و8. يبلغ طوله 6 قدم 11 بوصة (2.1 م). اعتزل اللعب في 1986.

## فرق لعب لها
- إنديانا بايسرز
- بوسطن سيلتكس
- فينيكس صنز

## روابط خارجية
- ريك روبي على موقع إن بي أي (الإنجليزية)
- ريك روبي على موقع سبورتس رفرنس (الإنجليزية)
- ريك روبي على موقع كلية كرة السلة في سبورتس رفرنس.كوم (الإنجليزية)
- ريك روبي على موقع ريلجم (الإنجليزية)
- ريك روبي على موقع بروبوليرز (الإنجليزية)
- ريك روبي على موقع قاعة لويزيانا للمشاهير الرياضية (الإنجليزية)